# USS Tucumcari
Le Tucumcari (PGH-2) est un prototype unique d'hydroptère construit par Boeing. Nommé comme la ville Tucumcari au Nouveau-Mexique, il inaugura la base technologique qui sera ensuite utilisée pour la construction des hydroptères de classe Pegasus et des ferrys Boeing 929. Sa caractéristique était une propulsion par hydrojet et une configuration à foils entièrement submergés commandés par ordinateur, un foil à l'avant et des foils sur les côtés bâbord et tribord. Le Tucumcari était l'un des deux bateaux prototypes commandés par l'US Navy dans le but d'évaluer la technologie des hydroptères. Le deuxième bateau était l'USS Flagstaff construit par le rival de Boeing, Grumman.

## Histoire
À la fin des années 1950, la marine des États-Unis, l'US Navy, voulait disposer de navires d'attaque lance missiles rapides. Prenant référence sur l'hydroptère inventé par Enrico Forlanini en 1898, elle fit engager une étude qui aboutit à la construction de prototypes expérimentaux. Le premier fut l'USS High Point en 1963, suivi de l'USS Flagstaff en 1966 et de l'USS Tucumcari (PGH-2) en 1968. C'est l'amiral Elmo Zumwalt qui fut à l'origine de la constitution d'un groupe de projet multinational, sous le contrôle de l'OTAN, qui réunit les ingénieurs des marines allemande, italienne et américaine. Ce groupe a été créé en novembre 1972 sous le nom "NATO PHM Project Office and Steering Committee".

## Construction
Le premier hydroptère, le Tucumcari (PGH-2), a coûté 4 millions US$ à la Navy. Il a été fabriqué par un sous-traitant de Boeing à Tacoma, Washington, puis assemblé et équipé dans l'usine Boeing de Seattle. Le précédent hydroptère construit par Boeing et exploité par la marine américaine était l'USS Hight Point, qui utilisait deux hydrofoils à l'avant et l'hélice sur un seul foil à l'arrière.
Le montage et l'équipement du Tucumcari ont débuté le 1er septembre 1966 à la division Advanced Marine Systems du groupe Boeing Aerospace. Il a été lancé le 15 juillet 1967 et livré à la Marine le 8 mars 1968. Il a été placé « en service avec un officier responsable » comme un bateau de patrouille et non pas « commandé » comme un navire avec un commandant. Le premier officier responsable du navire, le lieutenant de marine Martin H. Mandles, décrit le Tucumcari comme une canonnière prototype à hydrofoil extrêmement rapide, très maniable, conçue pour bien fonctionner même par temps lourd.

### Opérations au Vietnam
La canonnière a été affectée à la base navale amphibie de Coronado en Californie en juillet 1968. Elle a effectué des tests d'évaluation opérationnelle et participé à des exercices avec la flotte américaine du Pacifique, des opérations de jour comme de nuit avec des navires allant des croiseurs aux patrouilleurs conventionnels. Après une année d'exploitation, le Tucumcari a été envoyé dans les eaux vietnamiennes. Elle a passé presque un semestre dans la zone de combat de l'opération Market Time, la patrouille côtière créée pour arrêter le flux d'armes et d'infiltrés communistes venant du Nord Vietnam, dans toutes les conditions météorologiques, y compris en haute mer. Il a également effectué des liaisons verticales avec des hélicoptères, notamment des opérations d'évacuation médicale et les transferts de cargaisons.

### Transfert à la flotte de l'Atlantique
Le Tucumcari est revenu du Vietnam et a été affecté à San Diego en mars 1970 pour opérer au large de la côte ouest jusqu'à ce qu'il soit transféré à la flotte de l'Atlantique en août de la même année. Après avoir opéré au large de la côte est en 1971, le Tucumcari devait être envoyé en Europe du Nord et en Méditerranée pour démontrer la capacité de propulsion par hydroptère aux autres pays de l'OTAN, en espérant que cela pourrait stimuler la vente de cet hydroptère à missiles guidés par l'OTAN.
Le 22 mars 1971, le Tucumcari était embarqué à bord de l'USS Wood County (LST-1178), navire amiral de l'US Navy[Information douteuse], dans un berceau spécialement construit sur le pont principal. Arrivé à Copenhague le 5 avril, le Tucumcari a été déchargé le 13 et a été préparé pour les premiers essais. Dans les eaux danoises, les patrouilleurs ont participé à l'exercice «Evil Edge», un exercice naval regroupant les marines d'Allemagne de l'Ouest, du Danemark et des États-Unis. Pendant l'"Evil Edge", la canonnière Tucumcari a simulé des attaques contre des destroyers ouest-allemands.

Au cours des mois suivants, l'USS Wood County et le Tucumcari ont visité sept autres pays de l'OTAN et 16 ports, compris Copenhague et Frederikshavn au Danemark, Kiel et Olpenitz en Allemagne, l'île de Portland et Portsmouth en Grande-Bretagne. Après la traversée de la Manche, il s'est arrêté à Rosyth en Écosse, puis à Brest et à Toulon en France, Naples, Brindisi et La Spezia en Italie et Augusta en Sicile, Athènes en Grèce, et Gölcük en Turquie. Le Tucumcari a effectué dans chaque port une démonstration dans l'espoir que l'OTAN développerait un système d'armes à hydrofoils à missiles guidés. En plus de fournir une base opérationnelle pour les discussions entre les officiers de la marine des États-Unis et étrangers, le Wood County a aussi fourni un soutien logistique. Concluant le dernier de ces tests le 25 septembre 1971, l'USS Wood County avec le Tucumcari à son bord a navigué vers Little Creek le 1er octobre 1971. La performance du Tucumcari a suscité des éloges de la part du chef des opérations navales et du Commandant de la Force amphibie, flotte de l'Atlantique des États-Unis.

## Dommages au navire
De retour à Little Creek en Virginie, le Tucumcari a poursuivi sa mission de démonstration de la technologie des hydrofoils. Il a été utilisé pour la surveillance avec la Garde côtière américaine à Woods Hole, au Massachusetts, et d'autres manifestations à Annapolis, Maryland et Washington. Le 16 novembre 1972, le Tucumcari subit un grave accident. Alors qu'il participait à des opérations de combat simulé avec d'autres forces amphibies au large de l'île de Vieques, à Porto Rico, il s'est soudainement échoué contre un récif de corail à plus de 40 nœuds. Le Tucumcari a été stoppé net, une énorme déchirure sur toute la longueur de sa coque, tordant la structure de proue, cisaillant le bâbord et les foils tribord. Plusieurs membres d'équipage ont été grièvement blessés.
Le sort du Tucumcari a été scellé lors des opérations de sauvetage. En essayant de dégager le bateau de la barrière de corail à l'aide d'explosifs, d'autres dégâts ont été causés. Le Tucumcari fut ainsi rayé du registre naval le 7 novembre 1973. Par la suite, il fut transféré au "Naval Ship & Research Development Centre" à Annapolis dans le Maryland, où il fut utilisé comme épave d'essai pour l'évaluation structurelle et les essais de confinement au feu dans le milieu des années 1970. Il a finalement été détruit en 1973.
Le Tucumcari a enregistré plus de 1 500 heures de « vol » au cours de sa brève carrière. La propulsion par hydrojet s'est avérée très fiable, comparée à la propulsion à vide du Flagstaff (PGH-1). Elle sera réutilisée plus tard pour les hydroptères de classe Pegasus.

## Les hydroptères ailleurs dans le monde
Le seul pays à avoir mis en chantier et utilisé une série complète d'hydroptères fut l'Italie, dont Enrico Forlanini en est l'inventeur en 1898, avec le Sparviero et la classe Nibbio lancée en 1973.
La compagnie maritime italienne Liberty Lines dispose d'une flotte uniquement composée d'hydroptères. Elle a mis en service le 24 mars 2016 le plus gros hydroptère du monde, le Gianni M d'une capacité de 350 passagers sur la ligne régulière entre Milazzo en Sicile et les îles Éoliennes.